# Ria de l'Eo

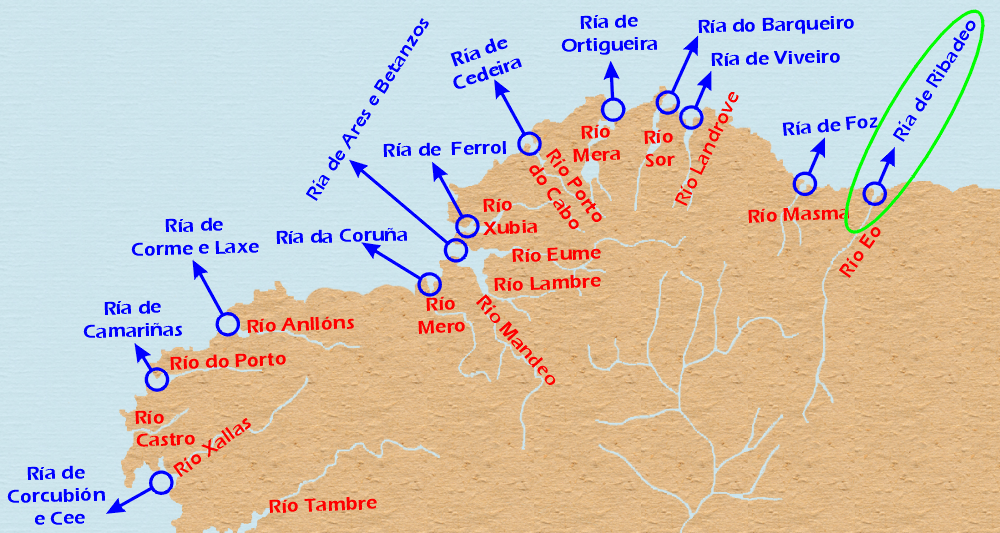
Localització de la ria de Ribadeo (nord-est de Galícia)

La ría de Ribadeo, oficial i tradicionalment coneguda com a ria de Ribadeo, és una ria que fa de frontera natural entre Galícia i el Principat d'Astúries, a la costa del mar Cantàbric. Forma part de les Rías Altas.

## Geografia
Està formada a la desembocadura del riu Eo i d'altres menys importants, com el riu Grande. Té 10 km de longitud i una amplada pràcticament constant d'uns 800 metres. A prop de la boca, la seva amplada es redueix a uns 600 metres, circumstància aprofitada per a construir sobre ella un pont (Ponte dos Santos). Més enfora l'amplada augmenta fins als 1.200 metres a la cala d'Arnao. La sortida al mar es produeix a la zona nord, entre l'illa Pancha a la zona gallega, i la Punta de la Cruz, a l'asturiana.

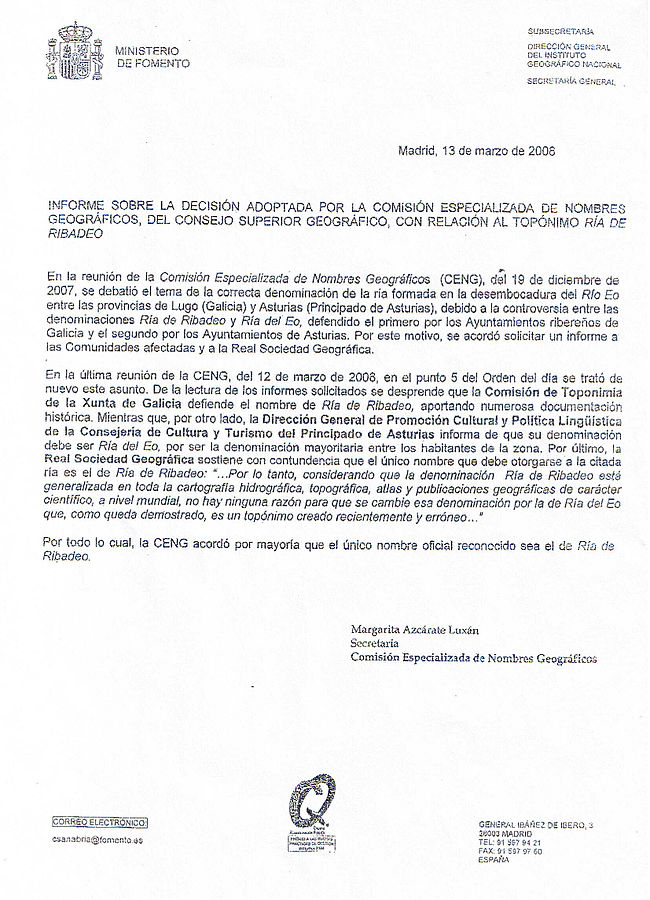
Ría de Ribadeo, nom oficial

A l'interior de la zona del riu Eo, la variació de les marees i, per tant, la ria, arriba fins a Abres, motiu pel qual es coneix a aquesta zona de la ria com ria d'Abres, que dona nom també a una parròquia del municipi de Trabada.

## Localitats
Les principals localitats de la ria són Ribadeo (tradicionalment Rivadeo, fins al segle XIX), municipi que comprèn tota la meitat oest, que pertany a la província de Lugo, a Galícia; i As Figueiras, Castropol, municipi que comprèsn la major part de la meitat dreta, i A Veiga, al fons de la ria, totes tres pertanyents a Astúries. El principal port de la ria és el de Ribadeo.

## Galeria d'imatges

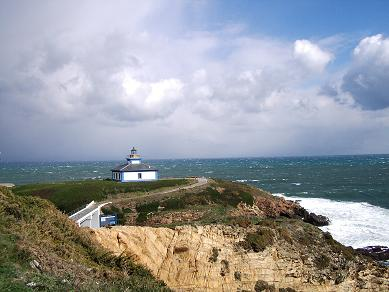
Vista de l'illa Pancha, a la ria.